# جيانكارلو غونزاليز
جيانكارلو غونزاليز كاسترو (بالإسبانية والإيطالية: Giancarlo González Castro) (مواليد 8 فبراير 1988 في سان خوسيه - كوستاريكا) لاعب كرة قدم كوستاريكي ذو أصول إيطالية يلعب حالياً لصالح نادي كولومبوس كرو الأمريكي ومنتخب كوستاريكا لكرة القدم المشارك في بطولة كأس العالم 2014 المقامة في البرازيل في مركز قلب الدفاع كما يجيد اللعب في مركز الوسط المدافع.

## روابط خارجية
- جيانكارلو غونزاليز على موقع الاتحاد الدولي (مؤرشف)  (الإنجليزية)
- جيانكارلو غونزاليز على موقع الدوري الأمريكي (الإنجليزية)
- جيانكارلو غونزاليز على موقع قاعدة بيانات كرة القدم.إي يو (الإنجليزية)
- جيانكارلو غونزاليز على موقع ناشيونال فوتبول تيمز (الإنجليزية)
- جيانكارلو غونزاليز على موقع Soccerway.com (الإنجليزية)
- جيانكارلو غونزاليز على موقع عالم كرة القدم.نت (الإنجليزية)
- جيانكارلو غونزاليز على موقع AS.com (الإسبانية)